# Johann Bernhard Basedow
Johann Bernhard Basedow (Hamburg, 1723 − Magdeburg, 1790) va ésser un educador alemany que estudià al gimnàsium d'Altona i a la universitat de Leipzig.
Formulà el filantropinisme en la línia de l'ideari educatiu de Rousseau, doctrina que portà a la pràctica al Philantropinum de Dessau (1774-1793), corrent que s'estengué per altres ciutats alemanyes.
El caràcter d'aquests centres -una modernització de les escoles de caritat- va ser criticat per Marx. Entre els seus defensors hi trobem Immanuel Kant.